# محمد سليمان
محمد سليمان المستشار الأمني للرئيس السوري السابق بشار الأسد، الذي اغتيل بمدينة طرطوس بالساحل السوري، يوم السبت بتاريخ 2 أغسطس 2008 في ظروف غامضة

## حياته
مواليد بلدة الدريكيش شرق طرطوس عام 1959، خريج كلية الهندسة الميكانيكية بجامعة دمشق وبعد تخرجه التحق بدورة مهندس قيادي في الكلية الحربية وتخرج برتبة نقيب مهندس، له من الأولاد ثلاثة. كان من أوائل المتفوقين في الكلية الحربية مما سهل له التقرب من باسل الأسد آنذاك، ثم عين ضابطاً مهندساً قيادياً في الحرس الجمهوري السوري في الكتيبة التي كان يرأسها باسل الاسد.
ابتعث إلى الاتحاد السوفياتي لتطوير سلاح الدبابات بالحرس الجمهوري السوري وحصل على شهادة الماجستير، ونال الدكتوراه في تطوير سلاح المدفعية. وبعد عودته تقلد منصب مدير مكتب العقيد باسل الأسد ومستشاره الخاص للشؤون العسكرية. وكان عضوا في اللجنة العسكرية الخاصة لإدارة التسليح المختصة بشراء الأسلحة وتطويرها.
تسلم بشار الأسد لواء الـ 41 للحرس الجمهوري بعد وفاة باسل الأسد في حادث سير "يرى كثيرون في الاستخبارات الإسرائيلية انها كانت عملية اغتيال"، تسلم العميد سليمان منصب مدير مكتب بشار الاسد الخاص، وأصبح يدير غرفة العمليات الخاصة لبشار الاسد والتي تتعلق بنقل الضباط وتسريحهم ومتابعة شؤون الجيش والشؤون الأمنية. أسس مكتباً خاصاً بالتنسيق مع مكتب المعلومات التابع للقصر الجمهوري لمتابعة الوضع الداخلي، وكل ما يتعلق بالوزارات والمؤسسات الحزبية. خلال وفاة الرئيس السوري الراحل حافظ الأسد كان سليمان رئيس غرفة العمليات التي تدير الأجهزة الأمنية، وكان المسؤول الأول عن تعيين اللجنة المركزية وأعضاء القيادة القطرية في المؤتمر القطري لحزب البعث عام 2000 ولاحقاً في المؤتمر القطري عام 2005.
بعد ترقية سليمان إلى رتبة عميد، أسندت اليه كافة الملفات المتعلقة بالجيش، وألحقت له رئاسة الأركان ووزارة الدفاع التي أصبحت تحت إمرته مباشرة. وكان العميد سليمان يدير من خلف الستار تعيينات الوزراء والمحافظين.

## وفاته
اغتيل في 2 أغسطس العام 2008 على يد قناصة في منزله الواقع على شاطئ طرطوس، حينما كان يستقبل ضيوفا.